# Mehdi Mabrouk
Mehdi Mabrouk (arabe : مهدي مبروك), né le 21 décembre 1963 à El Jem, est un sociologue, universitaire et homme politique tunisien. 

## Biographie

### Enfance et formation
Il étudie à l'école primaire de Tlelsa puis au lycée d'El Jem, où il obtient un baccalauréat en lettres en juin 1982. Il rejoint ensuite Tunis et entre la faculté des lettres de La Manouba puis à la faculté des sciences humaines et sociales de Tunis, où il obtient une maîtrise en sociologie en 1986 et un doctorat dans la même matière en 1996.

### Carrière
Membre de l'unité de recherche sur la migration, relevant du Centre d'études et de recherches économiques et sociales, il réalise plusieurs études, notamment pour le Haut Commissariat des Nations unies pour les réfugiés et le Comité international de la Croix-Rouge.
Il est recruté au ministère de la Culture et travaille à la maison de la culture du Kram et à la Maison des livres nationaux.
Collaborateur régulier de l’hebdomadaire Al Mawkif, l'un des très rares journaux à dénoncer la politique liberticide du régime de Zine el-Abidine Ben Ali, il adhère au Parti démocrate progressiste en 1999 puis démissionne en septembre 2011, reprochant la politique conciliante prônée par Ahmed Néjib Chebbi vis-à-vis des membres de l'ancien parti présidentiel.
Entre 1999 et 2000, il est maître-assistant à la faculté des sciences humaines et sociales de Tunis, où il enseigne la sociologie.
Le 24 décembre 2011, il est nommé ministre de la Culture du gouvernement islamiste dirigé par Ennahdha, d'abord par Hamadi Jebali puis par Ali Larayedh.
En juin 2012, il affirme que des tableaux exposés au palais Abdellia à La Marsa portent atteinte au sacré et que les artistes ne sont pas qualifiés. Fin juillet 2013, il est critiqué après son refus d’annuler les festivals au lendemain de l’assassinat du constituant Mohamed Brahmi et de l’assassinat de huit soldats au djebel Chambi.
Le 16 août 2013, Mehdi Mabrouk est victime d'un jet d'œuf de la part du réalisateur Nasreddine Shili qui est arrêté et emprisonné, tout comme le caméraman qui a filmé la scène, arrestations dénoncées par la société civile, les artistes, les syndicats et Reporters sans frontières.

### Vie privée
Mehdi Mabrouk est marié et père de trois enfants.

### Publications
- Voiles et sel : culture, foyers et organisation de la migration clandestine en Tunisie, Carthage, Sahar, 2010, 276 p. (ISBN 978-9973-28-294-1).